# Tropidophis caymanensis
Tropidophis caymanensis là một loài rắn trong họ Tropidophiidae. Loài này được Battersby mô tả khoa học đầu tiên năm 1938.